# Mitrofan Artiomow
Mitrofan Prochorowicz Artiomow (ros. Митрофан Прохорович Артёмов, ur. 1881 we wsi Buchłowka w guberni kałuskiej, zm. 26 lutego 1959 w Moskwie) – radziecki działacz partyjny.

## Życiorys
W 1914 wstąpił do SDPRR(b), w styczniu 1918 został członkiem Komitetu Wykonawczego Kałuskiej Rady Gubernialnej, od marca 1918 do 26 września 1919 był przewodniczącym Komitetu Wykonawczego Kałuskiej Rady Gubernialnej. Od 26 września do listopada 1919 był przewodniczącym Kałuskiego Gubernialnego Komitetu Rewolucyjnego, 1919-1920 przewodniczącym Kałuskiego Gubernialnego Komitetu RKP(b), a od 1920 do stycznia 1924 sekretarzem odpowiedzialnym Kałuskiego Gubernialnego Komitetu RKP(b), później funkcjonariuszem partyjnym i działaczem związkowym i gospodarczym w Moskwie. W 1957 został odznaczony Orderem Czerwonego Sztandaru Pracy.